# 魚津市立住吉小学校
魚津市立住吉小学校（うおづしりつ すみよししょうがっこう）は、富山県魚津市住吉にかつて存在した小学校。

## 解説
魚津市の住吉地区（旧下中島村地域）を通学区域としていた。この地域は、YKKの創業に貢献した吉田忠雄、吉田久松の出身地でもあるため、小学校には吉田記念プール（1967年7月竣工、最近改修された）や吉田記念館（1968年3月竣工）が存在していた。
2019年度に魚津市立上中島小学校、魚津市立松倉小学校と統合して、魚津市立星の杜小学校となるため、廃校となった。なお、星の杜小学校の校舎は、住吉小の敷地内にて建設された。

## 沿革
- 1873年9月4日、川縁新村に思斉小学校として創立[1]。
- 1873年9月9日、宮津村に清流小学校[注 1]設立[1]。
- 1875年、思斉小学校が住吉村に移転。十六番小学校となる[1]。
- 1880年4月、慶野村に慶雲小学校設立[1]。
- 1887年、十六番、清流、慶雲の3校が合併。下新川郡尋常慶雲小学校となる[1][2]。
- 1889年、慶野村192-2番地に下中島尋常慶雲小学校の校舎が建てられる[1][2]。
- 1890年、下中島村立尋常小学校と改称[1]。
- 1910年5月、住吉村2293-2に校舎移転（敷地520坪、校舎延べ建坪1,165坪、工費3,600万円）[2]。
- 1915年11月、校庭に御大典記念の松を植樹[3]。
- 1927年4月、講堂（70坪）が増築される[3][2]。
- 1941年4月1日、下中島国民学校と改称[2]。
- 1947年、下中島小学校と改称（一時期のみ角川中学校（後に現在の魚津市立西部中学校に統合される）の下中島分校も併設）[4]
- 1952年4月1日、魚津市の市制施行に伴い、魚津市立下中島小学校と改称[4]。
- 1954年10月、現在地に移転。現校名となる。第1期工事として校舎389坪、運動場2,100坪を整え、1955年1月の第二期工事で178.75坪の校舎と講堂、音楽室など落成[4]。旧下中島小学校は1956年に魚津市農業指導所に転用された[5]。
- 1957年、校舎増築[6]。
- 1967年7月12日、吉田忠雄（YKK創業者）氏の寄付によって吉田記念プール設置[4][7]。
- 1968年3月、吉田忠雄（YKK創業者）氏ら吉田三兄弟の寄付で吉田記念館竣工[6]（3階建て、1階に魚津市教育センターが入居[4][8]）。
- 1972年11月、学研教育賞受賞。フィリピン教育視察団が来校[9]。
- 1973年11月、教育優良校として富山県教育委員会より表彰される[9]。
- 1976年4月、高木賞受賞[9]。
- 1977年4月、スキー山造成[9]。
- 1982年6月、新校舎の建設に着手。以降3期に分かれて建設が行われた[10]。
- 1985年3月1日、新校舎（鉄筋コンクリート3階建一部4階建て延べ2,491m2および鉄筋コンクリート平屋建710m2の体育館）の完成式。事業費は校舎が4億5,800万円、体育館が1億3,300万円[10]。
- 2019年3月、魚津市立星の杜小学校発足に伴い、廃校。